# Tympanicysta stoschiana
Tympanicysta stoschiana — вид вимерлих зелених водоростів, що існували в пізньому пермському та ранньому тріасовому періоді, єдиний у роді Tympanicysta. Початково ці мікрофосилії описані як спори аскоміцетів, але надалі за допомогою електронної мікроскопії було виявлено хлоропласти та інші структури, що вказують на близькість цього виду до роду Spirogyra. Назва вперше опублікована 1980 року.